# Nu (thần thoại)
Nu (còn viết là Nun, trong hình dạng nam giới) hoặc Naunet (hình dạng nữ giới) là 2 trong 8 vị thần Ogdoad (nhóm 8 vị thần thời kỳ sơ khai hỗn loạn, bao gồm Naunet và Nun, Amaunet và Amun, Hauhet và Heh, Kauket và Kek) của Ai Cập cổ đại. Tên của thần nghĩa là "Vùng nước nguyên thủy", "Vực thẳm". Vào thời Trung vương quốc, ông được gọi là "Cha của các vị thần".
Người Ai Cập tin rằng, vũ trụ sinh ra từ vùng nước thuở sơ khai của thần Nu. Giống như các vị thần khác trong Ogdoad, không có bất cứ ngôi đền nào dành riêng cho Nun nhưng ông được đại diện bởi những hồ bước thiêng trong mỗi ngôi đền và được nhắc đến nhiều trong các văn tự cổ.

## Thần thoại

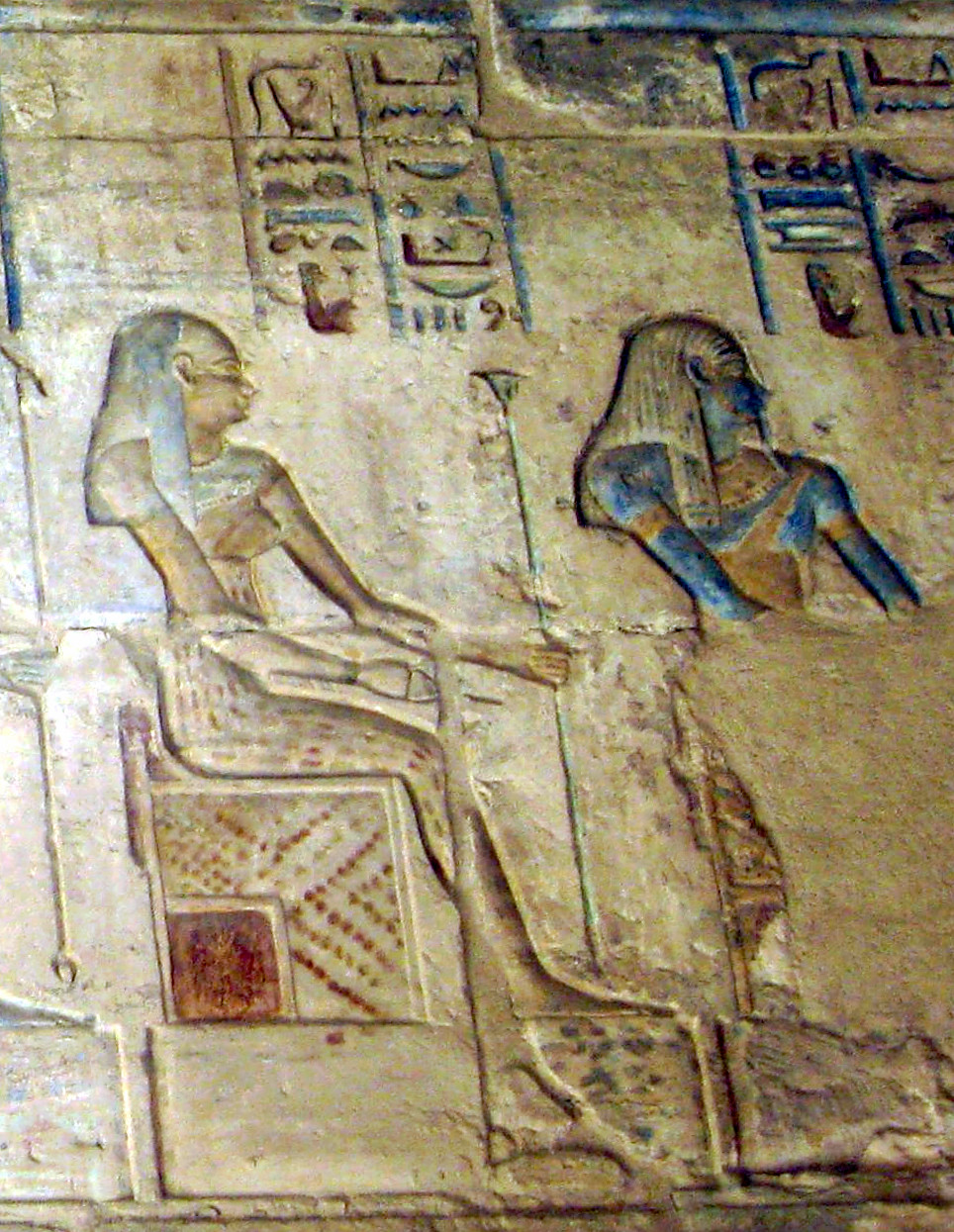
Naunet và Nun

Nu là vị thần đã tạo nên dòng sông Nin và những trận lũ lụt hằng năm. Ở Memphis, Nun kết hợp với vị thần sáng tạo, Ptah tạo nên Ptah-Nun. Cả hai vị thần được coi là cha của thần Ra và Atum.

Khi Ra cảm thấy con người không tôn trọng mình, chính thần Nun đã đề nghị ông tiêu diệt toàn bộ nhân loại và kết thúc thế giới. Tuy nhiên, không giống như con rắn Apep - kẻ hủy diệt, Nu cũng có mặt tốt. Ông đã bảo vệ Shu và Tefnut khỏi sự hỗn loạn. Theo thần thoại, cảm thấy mình đã quá già yếu, Nun đã nhờ Nut biến mình thành một con bò để mang thần Ra qua bầu trời.
Nun xuất hiện như một người đàn ông có râu với làn da xanh nước biển hoặc một con ếch đứng đầu nhóm Ogdoad. Các vị nam thần xuất hiện dưới hình dạng con ếch, trong khi nữ thần là con rắn.